# TUSCH Berlin
Tusch (Eigenschreibweise TUSCH) ist ein Netzwerk der Kulturellen Bildung mit Berliner Schulen und Theatern, welches dreijährige Partnerschaften zwischen jeweils einer Schule mit einem Theater initiiert und diese inhaltlich, organisatorisch und finanziell unterstützt.
Im Zentrum steht die Zusammenarbeit zwischen Schülern und Theaterkünstlern und somit die Möglichkeit, dass die Jugendlichen den Theaterbetrieb in seiner ganzen Vielfalt kennenlernen können: sowohl konkrete Bühnengeschehen, einzelne Inszenierungsvorgänge und dramaturgische Vorarbeiten, als auch die handwerklich-technischen Bereiche, die Öffentlichkeitsarbeit und Organisationsvorgänge. Im unmittelbaren Erleben entwickeln die Schüler ihre künstlerischen, sozialen und kognitiven Kompetenzen weiter. Ziel ist es, das Medium Theater intensiv und nachhaltig in den Schulen zu verankern und Kunst und Kultur als festen Baustein einer umfassenden Bildung zu fördern. Auf der anderen Seite eröffnet es den Künstlern Begegnungen mit jungen Menschen und deren Erfahrungen, aus denen sie Impulse für ihre künstlerische Tätigkeit bekommen könne.

## Geschichte
Das Netzwerk wurde 1998 von Renate Breitig, der damaligen Referentin für Theater und ästhetische Bildung in der Berliner Senatsverwaltung für Bildung entwickelt und realisiert. Mit anfänglich zwölf Theatern und jeweils einer Schule wurden feste Partnerschaften angelegt. Ziel des Projekts war die Verankerung von kultureller Bildung in den Schulalttag.
1998 beschäftigte nur ein Berliner Theater außerhalb des Kreises der Kinder- und Jugendtheater eine Theaterpädagogin, während mittlerweile keine große Bühne mehr auf eine theaterpädagogische Abteilung verzichtet.
Im Jahre 1999 fand das erste Tusch-Fest im Jugendkulturzentrum FEZ Wuhlheide statt, das zweite folgte 2000 im Berliner Ensemble. Der Kreis der Partner stieg auf 22 Schulen und 19 Theater. Von 2001 bis 2006 wurde regelmäßig die Festwoche im Jugend KulturZentrum „Pumpe“ veranstaltet. Heute findet die Festwoche jeden März im Podewil in Berlin-Mitte statt.
2002 übernahm der Regierende Bürgermeister von Berlin Klaus Wowereit die Schirmherrschaft von Tusch.
Seit 2003 gibt es eine Kooperationsvereinbarung zwischen den jeweiligen Leitern der Schule, des Theaters und von Tusch. Kern jeder Partnerschaft ist ein seit 2004 durch Tusch finanziertes Inszenierungsprojekt, das durch die Partner (Schüler, Theatermacher und Pädagogen) eigenständig konzipiert und durchgeführt wird. Die erarbeiteten Aufführung können bei der Festwoche öffentlich vorgestellt werden. Außerdem werden Theaterwerkstätten und Extra Projekte als Freizeitangebote für Schüler angeboten. Der Tusch-Theater-Tag, ein regelmäßiger Theaterbesuch der Schüler, ist seit 2000 Bestandteil des Programmes.
Der Kreis der Partnerschaften hat sich seit der Gründung stetig erweitert. Aktuell kooperieren 40 Schulen mit 35 Theatern in Partnerschaften, insgesamt 122 Schulen waren und sind seit Anbeginn bei Tusch aktiv (Stand: Januar 2011).
2008 fand im Rahmen des zehnjährigen Jubiläums eine Fachtagung zu „Tusch als Modellprojekt“ statt für einen Erfahrungs- und Gedankenaustausch von Aktiven und Interessierten aus allen Berufssparten und Bundesländern zu dem Thema: Kulturelle Bildung im Rahmen von Kooperationen zwischen Schulen und Kulturinstitutionen.
2009 ging die Leitung von Tusch Berlin an Ursula Jenni und Katrin Behrens über. Gemeinsam leiteten sie das 2008 etablierte Projektbüro im Podewil Berlin-Mitte, das mit seinen angeschlossenen Theaterräumlichkeiten ein optimales Zentrum für das TUSCH-Netzwerk bildet. Seit September 2012 ist Lena Blessing Projektleiterin von TuschBerlin.

## Das Kernprojekt
Pro Projektjahr erarbeiten Schüler und Lehrer mit den Künstlern in der Regel eine Inszenierung. Die Themen hierfür werden von den Partnern gemeinsam entwickelt. Die entstandenen Theaterproduktionen sind inhaltlich, formal und ästhetisch vielfältig. Sie spiegeln die Vielfalt der Berliner Theaterlandschaft wider und das unterschiedliche Herangehen von Künstlern, Schülern und Lehrern an die gestellten Aufgaben. Inszeniert werden Klassiker, selbst geschriebene Szenen, performative Aufführungen, Collagen und Erzähltheater. Die Produktionen werden der Schule, im Partnertheater sowie im Rahmen der Tusch-Festwoche im März auf der Bühne des Podewilschen Palais präsentiert.

## Festwoche
Ein jährliches Theaterfestival im März bildet den Höhepunkt des Netzwerkes: Eine Woche lang werden künstlerische Ergebnisse aus 40 Partnerschaftsprojekten im Podewilschen Palais in Berlin-Mitte präsentiert – über 1000 Schüler sind aktiv dabei.

## Zusätzliche Projekte
TUSCH veranstaltet zweimal pro Jahr zweitägige Theaterwerkstätten für Schüler der Grundschule und Sek. 1 unter der Leitung erfahrener Theaterleuten der Partnerbühnen.

## Nachfolgeprojekte
In sieben Städten und Regionen gibt es mittlerweile TUSCH-Nachfolgeprojekte: Hamburg, Sachsen-Anhalt, Frankfurt am Main, München, Stuttgart und Minden. In Warschau wurde das verwandte Projekt TISZ ins Leben gerufen.